# Казе дел Пла (Торино)
Казе дел Пла је насеље у Италији у округу Торино, региону Пијемонт.
Према процени из 2011. у насељу је живело 45 становника. Насеље се налази на надморској висини од 546 м.